# Щемилово
Щеми́лово (рос. Щемилово) — присілок у складі Богородського міського округу Московської області, Росія.

## Населення
Населення — 875 осіб (2010; 835 у 2002).
Національний склад (станом на 2002 рік):
- росіяни — 89 %